# Corylopsis glabrescens
Corylopsis glabrescens là một loài thực vật có hoa trong họ Hamamelidaceae. Loài này được Franch. & Sav. miêu tả khoa học đầu tiên năm 1878.